# Dampiera dielsii
Dampiera dielsii är en tvåhjärtbladig växtart som beskrevs av Ernst Georg Pritzel. Dampiera dielsii ingår i släktet Dampiera, och familjen Goodeniaceae. Inga underarter finns listade i Catalogue of Life.